# José Torres (actor)
José Torres (Tocuyito, 18 de junio de 1925) es un primer actor de televisión, cine y doblaje venezolano. Es recordado por haber interpretado a Tacupay en Ka Ina. 
Se convirtió en la Europa de 1960 en icono criollo del western italiano. Y mucho antes de ser Tacupay -indio waico y fiel de Maniña Yerichana-, el maestro del arte dramático en el país compartió set con Orson Welles, Terence Hill, Paco Rabal, Steve Reeves y Lee Van Cleef. También fue dirigido por el escritor Norman Mailer, ganador del premio Pulitzer. Pionero latinoamericano en el cine del Viejo Continente, Colombia le rinde homenaje, en 2018, por su impecable trayectoria.

## Filmografía
- 1941, Premier bal
- 1948, Le diable boiteux - Don Juan de Azcona
- 1948, Un viaje de novios - José María Torres
- 1953, La Criada de la granja.Televisa (Venezuela)
- 1953, La bella de Cádiz - Raphaël
- 1954, La bella Otero - Pablo
- 1961, Margarita se llama mi amor
- 1961, I masnadieri
- 1963, Taur, rey de la fuerza bruta - El Khad
- 1963, Duelo de reyes - Mensajero del Faraón
- 1964, Los piratas de Malasia - Homat
- 1964, El Hombre Enmascarado contra los piratas - Josh, El Cuervo
- 1964, Dos pistoleros - Pablito
- 1965, 30 Winchester per El Diablo - El Diablo
- 1965, ¿Por qué seguir matando? - Esbirro de López
- 1965, Salome '73
- 1966, El halcón y la presa - Paco Molinas
- 1966, Ramon il Messicano - Lucas
- 1966, El gran golpe de los siete hombres de oro
- 1966, Deguello - Logan
- 1967, Cara a cara - Aaron Chase
- 1967, Voy... lo mato y vuelvo - José Huerta, el Coronel
- 1967, Un poker di pistole - Lazar
- 1967, I sovversivi
- 1967, De hombre a hombre - Pedro
- 1968, El 'Che' Guevara - Ruiz
- 1968, Corre, Cuchillo, corre - Ramírez
- 1968, La hora del coraje - Copper Face
- 1968, El clan de los ahorcados - García
- 1968, Wild 90 - Kid Cha Cha
- 1968, Beyond the Law - José Dulce
- 1969, Io e Dio
- 1969, Yo soy vuestro verdugo - Sombra (como José M. Torres)
- 1969, Un ejército de cinco hombres - Espía mexicano
- 1969, Dio perdoni la mia pistola - Jimmy Prescott
- 1969, Tepepa... Viva la revolución - Pedro Pereira / El Piojo
- 1970, Los tigres de Mompracem - Tremal Naik
- 1970, Django desafía a Sartana - Mudo
- 1970, Maidstone
- 1971, ...e lo chiamarono Spirito Santo - Steve
- 1971, Arriva Durango... paga o muori - El Tuerto
- 1972, Joe Dakota - Jack, Gang Leader
- 1972, Bada alla tua pelle Spirito Santo! - Jim Charlie, banquero
- 1972, Seminò morte... lo chiamavano il Castigo di Dio! - Espíritu  Santo / Holy Ghost
- 1975, El poder negro (Black power) - El Teque
- 1977, Se llamaba SN
- 1978, Historia de Oliver - Activista comunista
- 1979, Compañero de viaje - José Rafael
- 1980, El regreso de Sabina - Comisario
- 1981, Fürchte dich nicht, Jakob! - Hirte
- 1983, Un cebo llamado Elisabeth - Invitado en la fiesta
- 1984, La Brecha
- 1991, Jungla de fuego - Sgt. Tho
- 1995, Ka Ina.(Venevisión) - Tacupay
- 1996, Sol de tentación (Venevision) - Casimiro
- 1997, Pandemonium, la capital del infierno
- 1999, Cuando hay pasión (Venevision) - Braulio Paredes
- 2006, Los querendones - Media Chola
- 2007, Zamora, tierra y hombres libres - Tiburcio
- 2007, Miranda regresa - Remigo (Pardo)
- 2007, Aunque mal paguen - Cheche
- 2016, Hijos de la sal - (posproducción) - Evaristo